# Michail Smirnou
Michail Anatolewitsch Smirnou (belarussisch Міхаіл Анатолевіч Смірноў; englische Transkription: Mikhail Smirnov; * 10. August 1967 in Minsk) ist ein ehemaliger belarussischer Fußballspieler.

## Karriere
Seine ersten Erfahrungen sammelte der Mittelfeldspieler in der höchsten Spielklasse der damaligen Sowjetunion. Nach Stationen bei Vasas Budapest in Ungarn und bei Zawisza Bydgoszcz führte sein Weg über Dinamo Minsk, wo er zwei Spiele in der UEFA Champions League gegen den SV Werder Bremen absolvierte, schließlich nach Deutschland in die Verbandsliga zum SGV Freiberg. Dort wurden die Stuttgarter Kickers auf ihn aufmerksam und Smirnou wechselte in der Winterpause zu den Kickers. Bereits in der darauf folgenden Spielzeit gelang ihm der Aufstieg mit den Kickers in die 2. Bundesliga.
Nach zwei Jahren auf der Waldau verließ er die Blauen und spielte in den Jahren danach unter anderem für Eintracht Trier und den FK Pirmasens in der Regionalliga. Nach drei weiteren Jahren in Deutschland, bei SG Sonnenhof Großaspach, der SpVgg 07 Ludwigsburg und der TSG Backnang, beendete Smirnou seine Karriere als Fußballer, in seinem Heimatland, bei Lokomotive Minsk.